# Tosse

Icona raffigurante una persona tossire.

La tosse è un meccanismo fisiologico di difesa basato sull'espulsione improvvisa e violenta di aria dai polmoni. È un fenomeno riflesso di natura irritativa (ma anche controllabile e producibile volontariamente) che modifica il normale andamento degli atti respiratori. Essa assolve in molti casi a una funzione difensiva, in quanto contribuisce a mantenere pervie le vie respiratorie con l’espulsione di escreati e di corpi estranei e/o irritanti.
L’incidenza della tosse nella popolazione generale varia tra il 5% e il 40% e rappresenta una delle principali cause per cui il paziente si rivolge al Medico di Medicina Generale.
La tosse, normalmente, passa spontaneamente nell'arco di pochi giorni 

## Aspetti sociali
Tossire non è sempre involontario, e può essere usato in situazioni sociali. Ad esempio per attirare l'attenzione, sciogliere una tensione psicologica, o indicare disagio. Si pensa che la frequenza del tossire aumenti in contesti di tensione psicologica e conflitti sociali. In questi casi, tossire può essere uno spostamento psicologico e/o un meccanismo di difesa.
Poiché tossire causa un abbondante rilascio di particelle di escreato o droplet nell'aria che possono contenere agenti patogeni infettivi, è buona norma igienica ai fini di contenimento della diffusione (in particolar modo durante la pandemia da Covid-19) tossire nel gomito o in un fazzoletto e smaltirlo immediatamente.

## Eziologia
Le cause di tosse sono numerose. Le più frequenti sono legate a disfunzioni dell’apparato respiratorio: gocciolamento retronasale (≈40%), asma bronchiale (≈25%), reflusso gastroesofageo (≈15%), bronchite cronica (≈10%), bronchiectasie (≈8%), interstiziopatie (≈8%), e tutte le malattie respiratorie (TBC, tumori e altre). In pazienti cardiopatici che assumono ACE-inibitori, la tosse è frequentemente dovuta al farmaco stesso. Nel bambino i dati portano a considerare le infezioni virali tra le cause più frequenti, mentre nell’anziano compaiono più frequentemente le cause neurologiche da ab ingestis. Altre cause comuni possono essere il tabagismo, l'inquinamento dell'aria (smog e polveri sottili) o anche malattie allergiche responsabili di manifestazioni irritative a carico del laringe (iperreattività laringea allergica).
La tosse acuta è in genere dovuta a un'infezione del tratto respiratorio, a fenomeni di aspirazione o all'inalazione di sostanze irritanti. La tosse subacuta è spesso determinata da un'infiammazione persistente derivante da una tracheobronchite. La tosse cronica può essere causata da diverse malattie cardiopolmonari (la bronchite cronica derivante da fumo di sigaretta ne è una causa diffusa).
Talvolta la tosse può non avere manifeste cause fisiche o mediche. La tosse psicogena è una particolare tipologia di tosse le cui cause sono da ricercare in una componente psicologica e, talvolta, psichiatrica. Questo tipo di tosse è più comune nei bambini che negli adulti. Naturalmente, è necessaria un'accurata diagnosi differenziale per escludere altre patologie prima di definire una tosse "psicogena".
La tosse può inoltre presentarsi come un disturbo da tic, come nel caso della sindrome di Gilles de la Tourette.

## Fisiopatologia
La tosse, come lo starnuto, è un fenomeno riflesso. Il riflesso è avviato da irritazione meccanica o chimica di faringe, laringe o albero tracheo-bronchiale. La branca afferente dell'arco riflesso è costituita dal nervo glossofaringeo e/o dal nervo vago, le cui fibre portano informazioni al centro respiratorio del bulbo e al nucleo ambiguo del nervo vago. Il centro respiratorio del bulbo induce respirazione forzata proiettando al centro frenico del midollo spinale (tramite i fasci reticolo-spinali) e ai nervi che innervano i muscoli espiratori accessori; il nucleo ambiguo porta fibre motrici somatiche alla muscolatura volontaria di laringe e trachea, espletando il riflesso della tosse.
Una caratteristica della tosse è la sua dipendenza dallo stato di sonno o di veglia. Si è visto che la tosse da irritazione delle alte e basse vie respiratorie si verifica nel cane sveglio ma non quando dorme; solo quando l'intensità dello stimolo tussigeno è sufficiente a provocare il risveglio si ha la tosse. Ciò suggerisce che l'atto del tossire, a differenza della normale respirazione, richiede l'attività di centri nervosi soprabulbari che funzionano normalmente durante lo stato di veglia.
La tosse è un processo che può essere suddiviso in tre fasi principali.
1. Inspiratoria: ha inizio con una profonda inspirazione a glottide beante, seguita da una chiusura della glottide, e un volume di aria superiore al volume corrente viene immesso nei polmoni.
2. Compressiva: si verifica, a glottide chiusa, una contrazione dei muscoli espiratori toraco-addominali che determina un aumento della pressione endoalveolare.
3. Espulsiva: la glottide si apre bruscamente e, in seguito all'improvvisa diminuzione della pressione sottoglottidea, i gas vengono proiettati verso l'esterno a una velocità che può raggiungere i 300 m/s; a ciò si accompagna un innalzamento del palato molle, occludente il nasofaringe.

La chiusura della glottide e la fase espulsiva possono ripetersi diverse volte in assenza della fase inspiratoria.
Questa espirazione esplosiva risulta molto utile per eliminare corpi estranei adesi alla mucosa laringea e tracheo-bronchiale. La tosse comporta infatti il trasferimento di una forza fra due fluidi: aria e muco. Nel processo della tosse, l'accelerato flusso di aria nelle vie aeree trasferisce la forza di scorrimento al muco, che viene mobilizzato ed espulso dal cavo orale. Durante l'espirazione forzata generata nell'atto della tosse si produce un collasso dinamico delle vie aeree per aumento del gradiente di pressione transpolmonare che, generando una riduzione della sezione delle vie aeree, produce un incremento della velocità lineare della tosse. Ciò spiega perché la tosse può essere efficace anche con respiri submassimali. L'efficacia della tosse comunque è tanto maggiore quanto più alto è il volume inspirato.
Tale meccanismo è una risposta utile e fisiologica tutte le volte in cui le vie aeree vengono contattate da stimoli potenzialmente dannosi. Quando tuttavia la tosse diviene insistente o si manifesta in assenza di irritanti delle vie aeree è espressione di malattia. In tal caso viene classificata come acuta se persiste per meno di tre settimane, subacuta dalle tre alle otto settimane, e cronica se va oltre le otto settimane.
La tosse si definisce non produttiva o secca quando non rimuove escreato dal tratto respiratorio; si definisce produttiva se invece rimuove efficacemente le secrezioni dalle vie respiratorie. Quando sono presenti secrezioni nell'albero respiratorio ma la tosse è non produttiva, si parla di tosse inefficace. La tosse inefficace può predisporre a infezioni respiratorie serie per la difficoltà di rimuovere le secrezioni delle vie aeree inferiori; possono contribuirvi anche secrezioni anormali delle vie aeree (ad esempio dovute a bronchiectasie) o tracheomalacia (una condizione caratterizzata da un'anormale mollezza della trachea che collabisce con gli atti del respiro, riducendo il suo lume). Anche ipostenia, danni neurologici o dolore dei muscoli addominali e intercostali possono portare a tosse inefficace. In tale condizione può essere pertanto necessario ricorrere ad aspirazioni endotracheali.

### Complicanze
Talvolta il meccanismo di difesa della tosse si trasforma in meccanismo di offesa, comportando affaticamento, insonnia, interferenza nella vita sociale e talora danneggiamenti vari; a carico dei bronchi ad esempio si possono verificare broncospasmo, rotture alveolari o bronchiolari con conseguente pneumotorace, pneumomediastino ed enfisema interstiziale, possibile insorgenza di emoftoe e danneggiamento delle vie aeree stesse. A causa delle alte pressioni positive toraciche si può avere impedimento al ritorno venoso ed alterazioni della gittata cardiaca; si possono registrare aritmie, bradicardia, perdita repentina di coscienza (sincope da tosse) a causa della riduzione della gittata e dell'aumento della pressione intracranica per la riduzione del ritorno venoso, emorragie sottocongiuntivali e nasali. A carico dei muscoli si possono avere stiramenti, rotture dei muscoli retti e degli intercostali. A carico delle ossa si verificano, in casi estremi o in persone osteoporotiche, fratture da sforzo alle coste (in genere dalla IV alla VIII) e vertebrali. Altri possibili effetti della tosse sono rappresentati da incontinenza urinaria, peggioramento di ernie e prolassi, rottura di suture chirurgiche, spostamento di cateteri e di protesi, cefalea, vomito, anoressia.

## Terapia

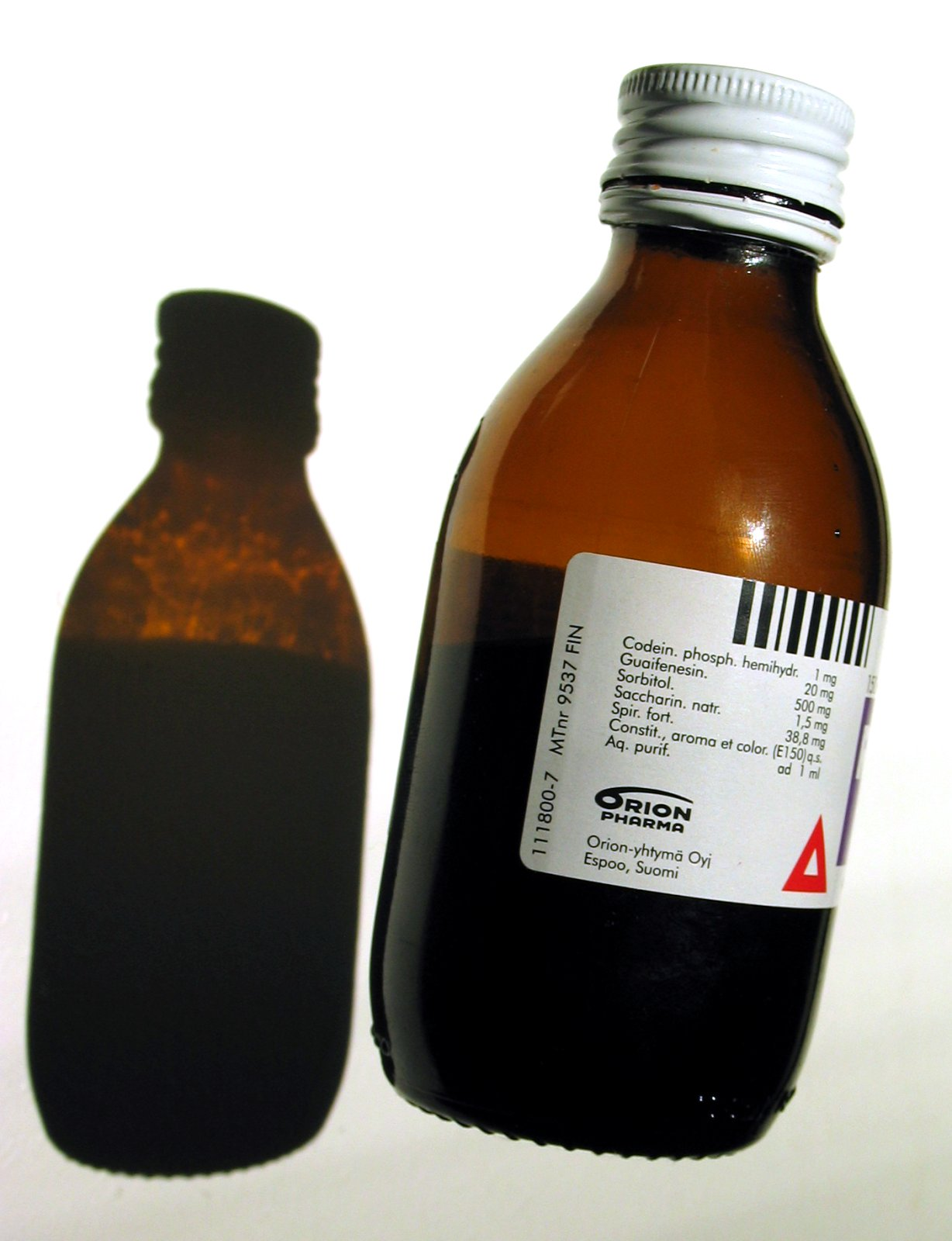
Sciroppo per la tosse

I farmaci contro la tosse (antitussivi) agiscono a livello dell'apparato respiratorio. Esistono supposte, soluzioni per aerosolterapia, compresse da sciogliere in acqua, o i più diffusi sciroppi. Per quanto riguarda il meccanismo d'azione occorre fare una distinzione tra i vari tipi di sciroppo in commercio. Esistono infatti:
- Sedativi centrali, come ad esempio la codeina, la diidrocodeina (Paracodina), il destrometorfano (Lisomucil Sedativo, Bisolvon), il butamirato (Sinecod Tosse), lo zipeprolo e il domiodolo. I sedativi centrali agiscono spegnendo l'interruttore cerebrale della tosse eliminandone lo stimolo. Sono indicati solo in caso di tosse secca o stizzosa o comunque senza produzione di muco.
- Sedativi periferici, come ad esempio la dropropizina (Ribex Tosse), cloperastina. Questi "addormentano" i recettori situati sull'albero respiratorio, ed il cervello non fa partire lo stimolo della tosse. Anche questi sedativi periferici, come i sedativi centrali, sono indicati nella tosse secca.
- Mucolitici, come ad esempio l'acetilcisteina (Fluimucil, Mucofrin), l'ambroxolo (Fluibron), la carbocisteina (Lisomucil, Fluifort), la bromexina (Bisolvon Linctus), l'erdosteina (Erdotin), guaimesal, eccetera. Questi agiscono in vari modi, principalmente spezzando le proteine del muco rendendolo più fluido e facilitandone il lavoro di espulsione da parte di bronchi e trachea. Questi farmaci non calmano subito la tosse, come avviene invece con i sedativi. Anzi, all'inizio si può verificare un aumento dello stimolo a tossire, proprio perché in presenza di muco, l'obiettivo è eliminare prima il catarro, e poi calmare la tosse. L'assunzione prematura di sedativi può provocare il ristagno del muco nelle cavità broncopolmonari, e ciò può dare origine ad infezioni più o meno gravi.
- Principi attivi "espettoranti". In genere si tratta di prodotti a base di estratti vegetali cui la tradizione più che l'evidenza scientifica attribuiscono il potere di far aumentare la produzione di muco. Su questi principi attivi e sulla loro associazione con altri a diverso meccanismo d'azione, (espettorante con sedativo, o espettorante con mucolitico) la comunità scientifica è divisa; in commercio ne esistono tanti, ma la loro efficacia e sicurezza non sono accettate da tutti.

Le tossi secche sono trattate con sedativi che sopprimono l'esigenza dell'organismo di tossire, mentre le tossi produttive sono curate con espettoranti che sciolgono il muco del tratto respiratorio. I sedativi centrali (ovvero che agiscono a livello cerebrale), come la codeina e il destrometorfano, agiscono con l'iperpolarizzazione, o un ottundimento, del nervo vago, il nervo che parte dal cervello e lo collega all'area toracica. Il benzonatato, che si trova in commercio con il nome di Perle Tessaloniche o Capsule Tessaloniche, agisce diminuendo la sensibilità dei recettori nei polmoni. Essendo un potente sedativo, è impiegato per ridurre la tosse in vari disturbi respiratori (asma, bronchite, enfisema, influenza e polmonite). È stato usato, in piccole dosi, come anestetico locale per dolore alla bocca o alla faringe. Questa pratica è sconsigliata, in quanto l'anestesia orofaringea può portare ad aspirazione polmonare.